# Bioplástico

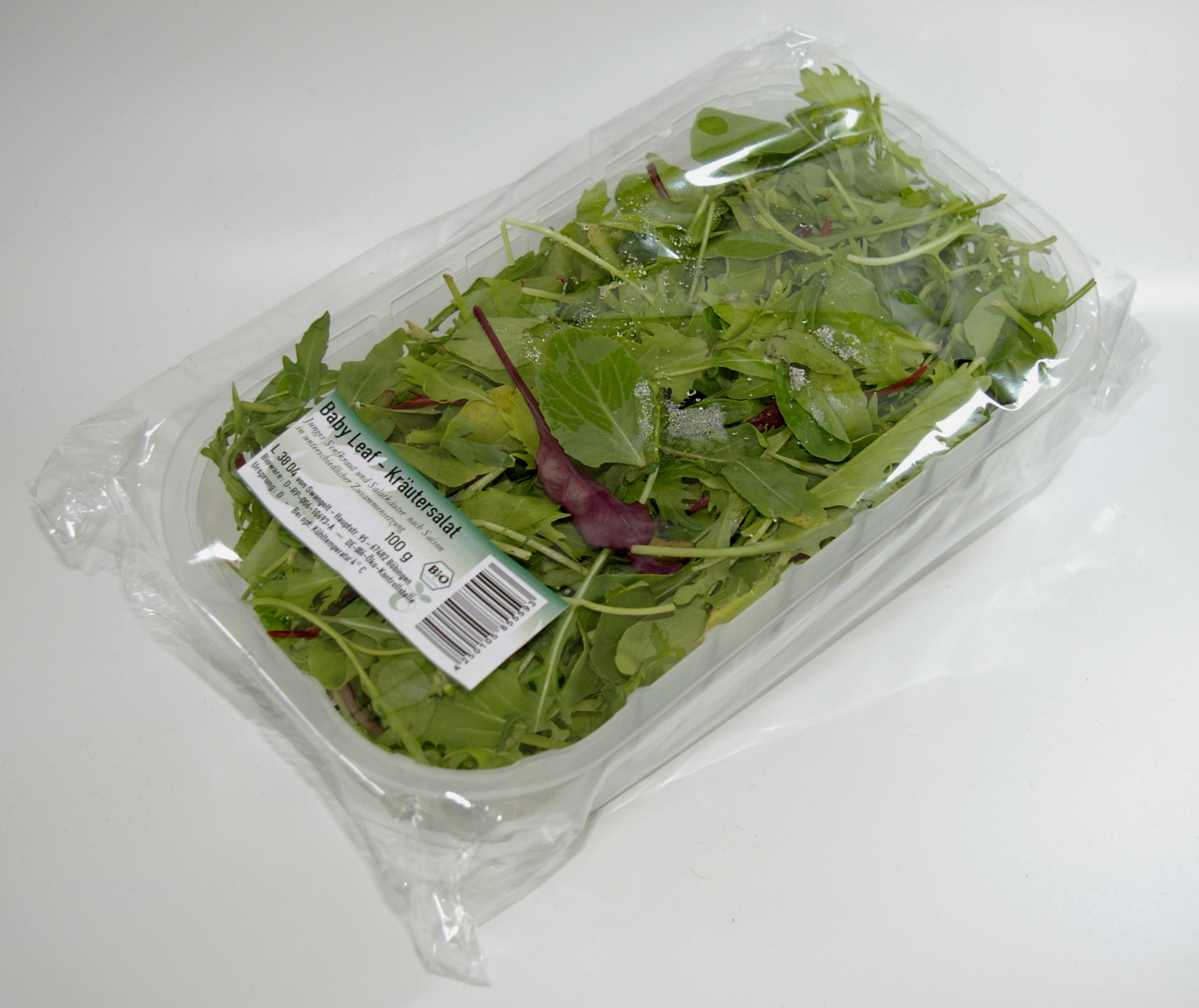
Envase de acetato de celulosa, un bioplástico.

Se denomina bioplástico a un tipo de plásticos derivados de productos vegetales, tales como el aceite de soja, el maíz o la fécula de patata, a diferencia de los plásticos convencionales, derivados del petróleo.
Los plásticos tradicionales (polietileno, polipropileno, ABS, PET, entre otros) están sintetizados a partir del petróleo por la industria petroquímica. La característica de este combustible fósil, su carácter de resistencia a la degradación natural y el hecho de que es una fuente que, tarde o temprano, acabará por agotarse, ha llevado a algunas partes de la industria a buscar alternativas. El ácido poliláctico, sintetizado a partir del maíz, es una de las más prometedoras, sin embargo aún es pobre en propiedades mecánicas, su costo es mucho mayor comparado con los plásticos de origen fósil y no puede ser reciclado.

## Problemas que causa el plástico

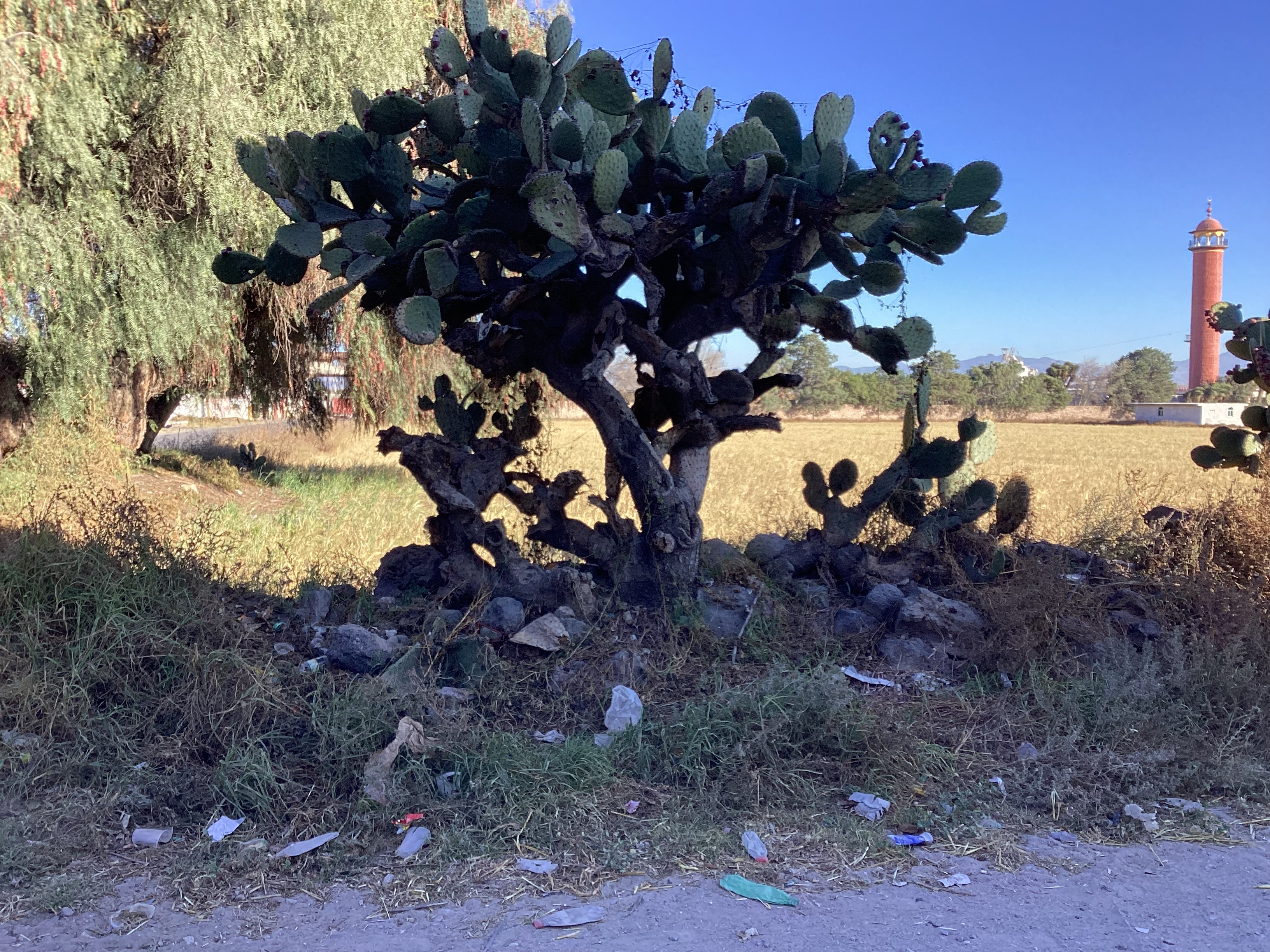
Basura plástica en calles

El plástico convencional cuando se desecha permanece en el ambiente durante siglos y en muchos casos es imposible recogerlo. Obstruyendo alcantarillas y drenajes, matando animales en la tierra, ríos y océanos, y desfigurando calles, playas y paisajes.
Las prácticas actuales para el manejo de los desechos plásticos incluyen la incineración, el uso como rellenos sanitarios y el reciclaje. Sin embargo:
- La capacidad de los incineradores es insuficiente.
- La emisión de gases generada en su práctica es altamente contaminante.
- Se está gestando una crisis sanitaria por la saturación de los depósitos.
- El reciclaje, aunque juega un papel importante en el manejo de los desechos, nunca alcanzará a manejar todos los desperdicios de plástico que se producen y además requiere de un manejo adicional de los desechos el cual incrementa el costo en un alto porcentaje .

## Bioplásticos y desarrollo sostenible

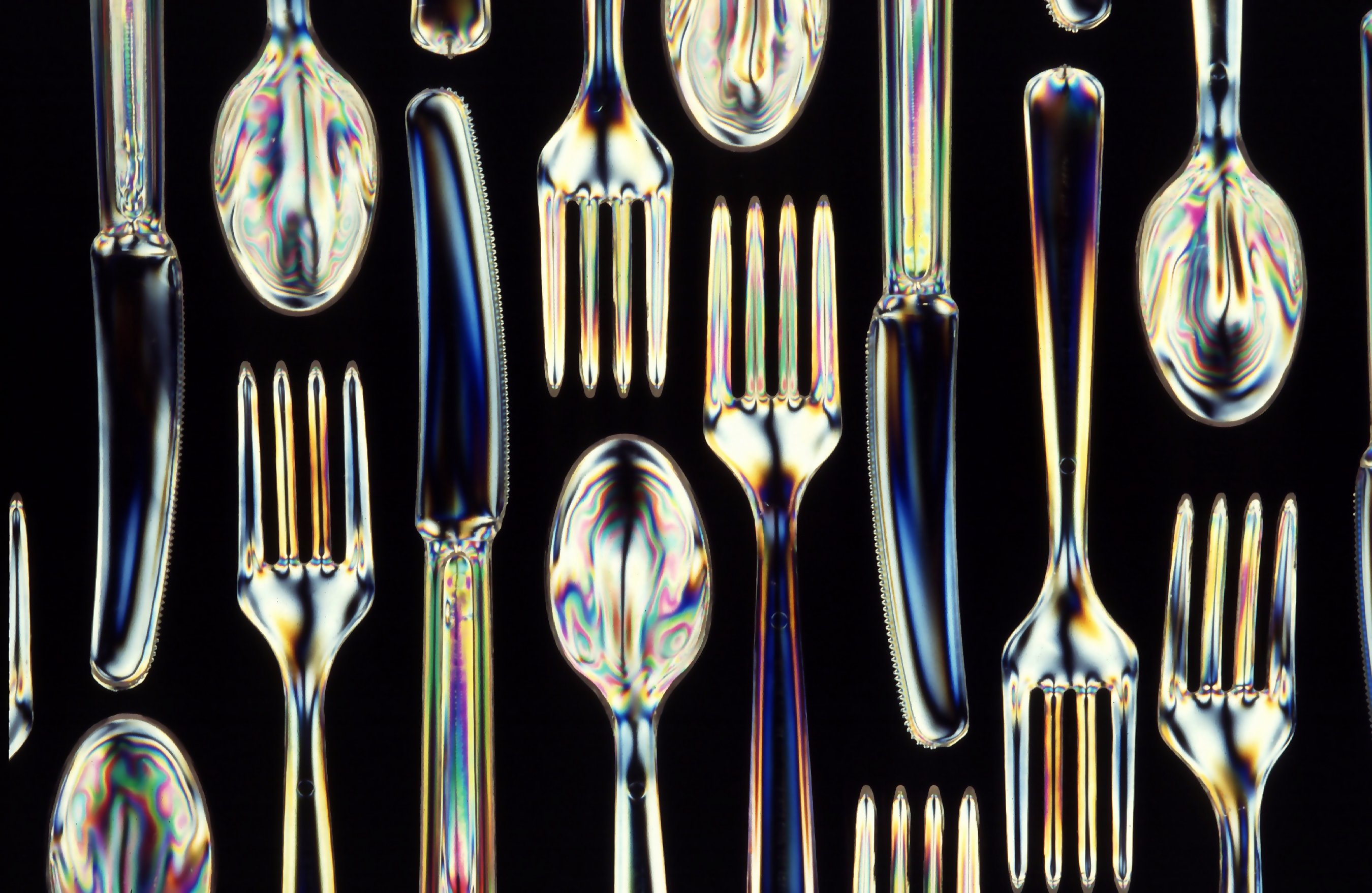
Imagen ilustrativa de los bioplásticos.

Uno de los principales problemas del plástico convencional lo constituyen las emisiones de efecto invernadero que se producen como resultado de su fabricación. El bioplástico emite entre 0,8 y 3,2 toneladas menos de dióxido de carbono por tonelada que el plástico derivado del petróleo.
El uso de cultivos para la producción de plásticos es controversial , ya que hay mayor preocupación por disminuir las tasas de hambruna que la producción de bioplasticos, así también la obtención de plástico a partir de materias primas renovables, no implica que tenga mejoras sociales, ya que no asegura prácticas sustentables, no asegura que el plástico sea biodegradable o incluso que pueda ser viable su producción y utilización.
Además, algunos bioplásticos son plásticos biodegradables como el PLA (ácido poliláctico patentado por Dow Chemical y cedido a Nature works), PSM (Plastarch Material) y PHB (Poly-3-hydroxybutyrate); y pueden ser eliminados como residuos orgánicos. También existen bioplásticos no biodegradables como la Quitrina, el PA-11 (poliamida 11) o el polietileno obtenido 100% a partir de etanol de caña de azúcar.

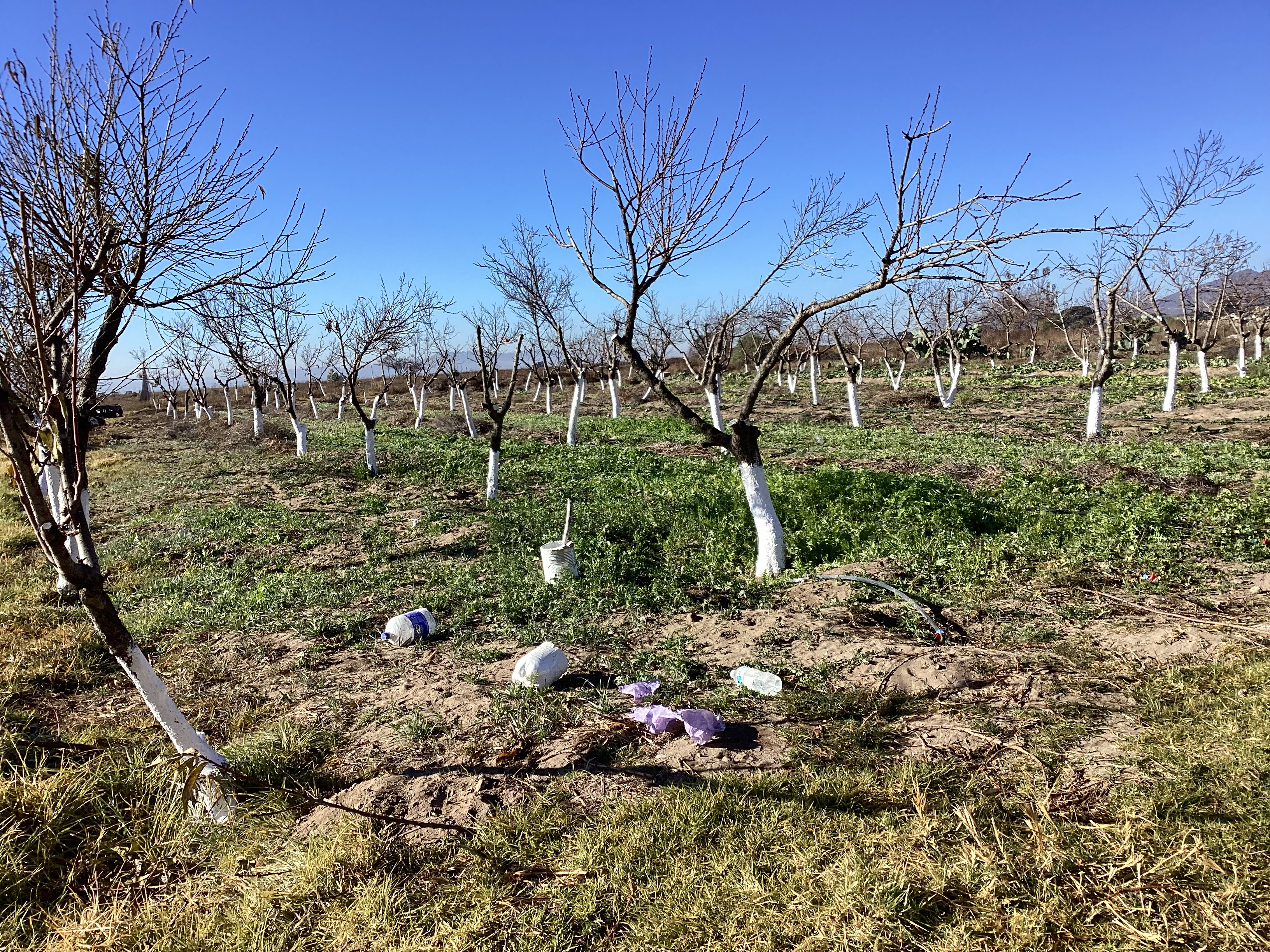
Imagen representativa de basura en los sembradíos.

Para los plásticos derivados del petróleo existe la tecnología oxobiodegradable. Se añade al plástico una pequeña parte de sales de metales pesados para que las cadenas de polímeros se desintegren tan solo 3 o 5 años en lugar de los más de cien que le toma al plástico convencional. Sin embargo su uso ha ido disminuyendo ya que se ha detectado que los fragmentos de plásticos puede migrar más lejos y más rápido que el plástico completo e incluso por su tamaño menor es más fácil que sea ingerido por mayor cantidad de animales ingresando así el plástico a las cadenas y redes tróficas.
Nuevas tecnologías prodegradantes han surgido para asegurar la reincorporación de los materiales plásticos al ambiente de manera acelerada, en la que los productos plásticos cuando son desechados en tiraderos de basura por acción microbiana los utiliza como sustrato produciendo como subproductos biogás y biomasa. El biogás puede y debe ser utilizado para recuperar energía y los subproductos como es el CO2 puede ser utilizado por árboles y microalgas en el proceso de fotosíntesis. Estos nuevos aditivos presentan la ventaja de permitir que el plástico se recicle ya que no pierde sus propiedades mecánicas, no se desintegra al contacto con el aire, luz o calor y solo por acción de microorganismos anaerobios que ocurren en los tiraderos comenzará la biodegradación del plástico.

## Producción
La producción de bioplástico es relativamente limitada y el precio aún es competitivo solo para ciertas aplicaciones específicas que requieren biodegradabilidad, por ejemplo películas agrícolas o implantes quirúrgicos. Pero esto cambia rápidamente, teniendo en cuenta la continua mejora técnica de los plásticos vegetales, la creciente regulación gubernamental contra la basura y la búsqueda de alternativas al petróleo y al gas natural. Para 2032, se espera que las ventas mundiales de bioplásticos alcancen alrededor de 11 mil millones de dólares estadounidenses, en comparación con alrededor de 1000 mil millones de dólares estadounidenses para el mercado general de todos plásticos.

### Desarrollos
En 2004 NEC desarrolló un plástico vegetal basado en ácido polilácticos que presentaba una alta resistencia al fuego y no requería de componentes químicos tóxicos como halógenos o derivados del fósforo.
En 2005, en Japón compañías como Fujitsu comenzaron a introducir bioplásticos en la fabricación de algunos ordenadores portátiles.
Entre 2005 y 2006 se han presentado varios modelos de discos Blu-ray en formato digital elaborados a partir de bioplásticos.
En 2018 Greenteam desarrolló un bioplástico llamado Polivitalio. Este material es soluble en agua. En este año se pudo producir la primera bolsa de manera industrial, desarrollada con base en este bioplástico.
Y a finales de 2022 Greenteam desarrolló un bioplástico llamado Policanoico. Este material puede usarse como sustituto del plástico tradicional. Es biodegradable y compostable al 100%; no deja microplásticos cuando se biodegrada, ya que no los incluye.

## Retos
Será necesario mejorar las propiedades mecánicas, ópticas, etc., ya que los bioplásticos son pobres en estas propiedades y no compiten contra los plásticos convencionales. Asimismo actualmente no es posible reciclarlos, con lo que al producirlos se generan inmediatamente productos desechables sin la oportunidad de ser reutilizados ni reciclados, lo cual no ayuda a resolver los problemas por la generación, manejo y disposición de residuos, así como los daños que pudieran generar en los ecosistemas y en la flora y fauna.